# اعتصاب (فیلم ۱۹۴۷)
اعتصاب (چکی: Siréna) یک فیلم در ژانر درام به کارگردانی کارل استکلی است که در سال ۱۹۴۷ منتشر شد.
این فیلم در سال ۱۹۴۷ برنده جایزه شیر طلایی جشنواره فیلم ونیز شده‌است.